# Steven Levitan
Steven Levitan (Chicago, 6 aprile 1962) è uno sceneggiatore, regista e produttore televisivo statunitense.
Nato a Chicago, dove è cresciuto in una famiglia di origine ebrea, ha frequentato la Glenbrook South High School e l'Università del Wisconsin-Madison, laureandosi in giornalismo. Dopo aver lavorato come reporter e conduttore televisivo presso un'emittente locale di Madison affiliata con l'ABC, Levitan è riuscito a vendere una sceneggiatura per un episodio della serie Blue Jeans (The Wonder Years), trasferendosi quindi a Los Angeles, città nella quale vive con la moglie Krista Schmuck, dalla quale ha avuto tre figli: Hannah, Alexandra e Nathaniel.
Dopo aver fondato una sua casa di produzione televisiva, la Steven Levitan Productions, nella seconda metà degli anni novanta ha iniziato ideare e produrre diverse serie televisive, tra le quali Just Shoot Me!, Stark Raving Mad e Una pupa in libreria. Nel 2006 si associa con Christopher Lloyd, con cui fonda la Picture Day, meglio nota come Lloyd-Levitan Productions. Insieme a Lloyd è autore e produttore di Back to You e Modern Family, pluripremiata sitcom di successo.
Prima del successo professionale conseguito grazie a Modern Family, con la quale ottenne molti riconoscimenti in qualità sia di autore che di produttore e regista, Steven Levitan aveva già vinto un premio Emmy nel 1996 per aver contribuito alla produzione di Frasier; nello stesso anno aveva anche ottenuto una candidatura nella categoria per la miglior sceneggiatura con un episodio della sitcom The Larry Sanders Show.

## Filmografia

### Ideatore, produttore e sceneggiatore
- Stark Raving Mad – serie TV (1999-2000)
- Just Shoot Me! – serie TV (1997-2003)
- Una pupa in libreria (Stacked) – serie TV (2005-2006)
- Back to You – serie TV (2007-2008)
- Modern Family – serie TV (2009-2020)
- Reboot – serie TV (2022-in corso)

### Sceneggiatore
- The Critic – serie TV (1994)
- Wings – serie TV (1991-1995)
- The Larry Sanders Show – serie TV (1995)
- Frasier – serie TV (1994-1996)
- Men Behaving Badly – serie TV (1997)
- Greg the Bunny – serie TV (2002)

### Regista
- Just Shoot Me! – serie TV, 5 episodi (1998-2000)
- Stark Raving Mad – serie TV, 2 episodi (2000)
- Prima o poi divorzio! (Yes, Dear) – serie TV, 2 episodi (2000)
- Una pupa in libreria (Stacked) – serie TV, episodio pilota (2005)
- Modern Family – serie TV (2009-2020)

### Produttore esecutivo
- Wings – serie TV (1993-1995)
- The Larry Sanders Show – serie TV (1995)
- Frasier – serie TV (1996)
- Men Behaving Badly – serie TV (1997)
- Greg the Bunny – serie TV (2002)
- Oliver Beene – serie TV (2003)
- LA to Vegas – serie TV (2018)